# Ministry of Education and Human Resources

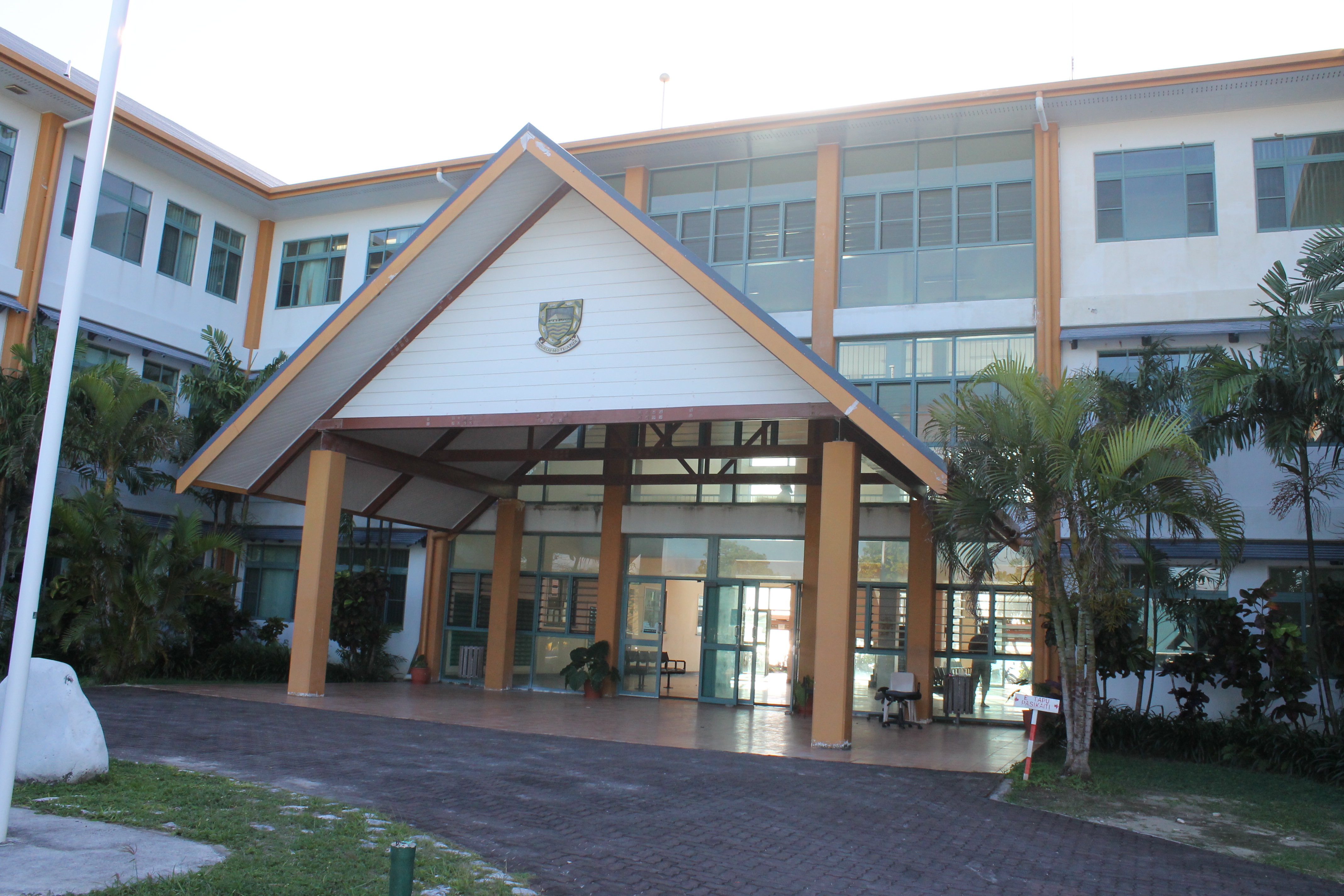
Sitz aller Ministerien in Vaiaku

Das Ministry of Education and Human Resources (deutsch Ministerium für Bildung und Personalwesen) ist das Bildungsministerium sowie Ministerium für Jugend, Sport und Gesundheit des pazifischen Inselstaates Tuvalu. Es sitzt im Dorf Vaiaku auf der Insel Fongafale in der Hauptstadt Funafuti. 
Das Ministerium wird seit Februar 2024 von Minister Hamoa Halona geleitet. Zuvor wurde es von Fauoa Maani (2013–2019) und Timi Melei (2019–2024) geleitet.